# Divina de Campo
Divina de Campo (* 5. Mai 1984 in Brighouse als Owen Richard Farrow) ist eine britische Dragqueen und Sängerin. Bekannt wurde sie vor allem für ihre Teilnahme an der ersten Staffel von RuPaul’s Drag Race UK, bei der sie den zweiten Platz belegte.

## Leben
Owen Richard Farrow wurde 1984 in der britischen Kleinstadt Brighouse in West Yorkshire geboren und wuchs dort auch auf. Nach eigener Aussage verkörperte Farrow bereits bei Verkleidungs-Spielen als Kind weibliche Figuren wie Hexen oder Prinzessinnen, in der Jugend erschien Farrow auf Kostümpartys beispielsweise als Christina Aguilera oder Lara Croft. Farrow hatte während der Schulzeit nach eigenen Angaben mit homophobem Mobbing durch Mitschüler zu kämpfen, fand dafür aber in der lokalen Kirchengemeinde Akzeptanz für die Sexualität.
Nach dem Studium arbeitete Farrow in einer High School in Nordwales als Lehrer. Farrow gab diesen Beruf schließlich auf und beschloss, professionell als Dragqueen zu arbeiten. Farrow wurde bei der neuen Karriere vom Ehemann unterstützt, die beiden hatten sich nach dem Studium kennen gelernt und leben zusammen in Manchester. Im Alter von 28 Jahren eröffnete Farrow in Stoke-on-Trent den Nachtclub The Factory. Dort arbeitete Farrow als DJ, moderierte ein Pubquiz und trat als Dragqueen auf.
Farrows Künstlername Divina de Campo leitet sich von der international bekannten Drag-Künstlerin Divine sowie der Stilrichtung Camp ab, die in der Drag-Szene allgemein eine große Popularität genießt und weit verbreitet ist. Farrow gab 2019 auf Twitter bekannt, sich als nichtbinär zu identifizieren und im Bezug auf sich selbst alle Geschlechtspronomen zu verwenden, ohne dabei eine Präferenz zu haben.

## Karriere

### Als Dragqueen und Schauspielerin
Divina de Campo ist seit 2005 als Dragqueen tätig, ein häufiger Arbeitsplatz von ihr war der in der städtischen LGBT-Szene bekannte Nachtclub Kiki im Lesben- und Schwulenviertel von Manchester, wodurch sie in der Stadt zur festen Größe der Drag-Szene wurde. In diesem fanden regelmäßig Pop-Konzerte und Dragshows statt, de Campo trat dort bis Januar 2020 auf, als das Lokal an die Stonegate Pub Company verkauft wurde, einer der größten Pub-Betreiber Großbritanniens.
2015 spielte de Campo eine Hauptrolle im Bühnenstück The Ruby Slippers im Latern Theatre der Stadt Liverpool, im Dezember des darauffolgenden Jahres reiste de Campo als Ensemblemitglied auf einer kleinen Tour durch mehrere Städte in North West England. Es handelt vom Besitzer der titelgebenden Schwulenbar in Blackpool, der in seinen Barmann und Mitbewohner verliebt ist sowie mit einem Konkurrenz-Club zu kämpfen hat, dessen Eigentümer seine beiden Stamm-Dragkünstlerinnen für sich selbst gewinnen will, de Campo spielte eine der beiden. Der Titel bezieht sich auf die berühmt gewordenen roten Schuhe, die Dorothy im Film Der Zauberer von Oz trägt.
Im Dezember 2017 moderierte de Campo in Manchester Drag Queen Story Time, bei der Veranstaltung las sie Kindern zwischen vier und zehn Jahren Märchen sowie aus Romanen vor, anschließend konnten die Teilnehmenden auf einer Art Disco-Fläche tanzen. Die international abgehaltenen Vorlesungen haben laut Verantwortlichen das Ziel, Kindern Akzeptanz gegenüber LGBT-Personen auf eine die Fantasie anregende sowie Spaß machende Weise beizubringen. Im Februar 2018 spielte de Campo in Dancing Bear mit, einem Cabaret-Musical, in dem die queeren Darstellenden das Verhältnis zwischen ihrer Sexualität und ihrem christlichen Glauben erläuterten.
Am 21. August 2019 wurde de Campo als eine von zehn Teilnehmerinnen der ersten Staffel von RuPaul’s Drag Race UK angekündigt. Sie gewann drei der sieben Challenges genannten Hauptaufgaben, dies waren Kleiderdesign mithilfe von Artikeln aus einem 99p-Laden, die Aufnahme eines Lieds als Mitglied der Girlgroup Frock Destroyers, wobei sie sich den Sieg mit ihren Mitstreiterinnen Baga Chipz und Blu Hydrangea teilte, sowie ein Makeover ihrer Schwester zur Dragqueen. Sie erreichte schließlich das Finale am 21. November, verlor den letzten Lipsync gegen The Vivienne und wurde somit Zweitplatzierte. Vom 28. November bis 7. Dezember tourte de Campo zusammen mit den restlichen Teilnehmerinnen und ihrer US-amerikanischen Kollegin Alyssa Edwards durch das Vereinigte Königreich, die Tour wurde gefilmt und unter dem Titel God Shave The Queens als eine Art Dokumentar-Serie international am 10. September 2020 auf dem zu World of Wonder, der Drag Race-Produktionsfirma, gehörenden Streamingdienst Wow Presents Plus sowie am 15. November auf dem BBC iPlayer veröffentlicht.
Divina de Campo unterstützt die George House Trust, eine Organisation, die sich für AIDS-Kranke im Vereinigten Königreich einsetzt, nach ihrer Drag Race-Teilnahme stellte sie acht ihrer dort getragenen Kleider für eine Versteigerung zugunsten der Organisation zur Verfügung.
Im Januar 2020 hatte de Campo einen Stand auf der ersten RuPaul's DragCon UK in Kensington, dem britischen Ableger einer von RuPaul jährlich in den Vereinigten Staaten veranstalteten Messe zum Thema Drag. Eigentlich sollte de Campo Headliner bei der Pride Parade im Juni in Portsmouth sein, die aber aufgrund der COVID-19-Pandemie abgesagt werden musste. Stattdessen trat sie im April und Mai beim Digital Drag Fest auf. Die im Internet übertragene Konzertreihe sollte Drag- und LGBT-Kunstschaffenden allgemein die Möglichkeit bieten, trotz der pandemiebedingten Schließungen von Örtlichkeiten und Show-Absagen für ihre Fans aufzutreten und somit ihren Lebensunterhalt zu verdienen. Die Zuschauenden konnten mit den Künstlern persönlich ins Gespräch kommen, ihnen etwas Geld zukommen lassen und Preise gewinnen. 50 Prozent der Merchandising-Einnahmen gingen an die Gay and Lesbian Alliance Against Defamation, einige der Auftretenden gaben auch einen Teil ihrer Ticket-Einnahmen an die Organisation ab.
Im März 2021 nahm de Campo am Turn On Fest teil, einem Online-Kunstfestival aus Manchester mit Schwerpunkt auf LGBT-Themen. Sie moderierte dabei den einstündigen Programmpunkt An Hour with Divina De Campo. Im April wirkte sie in einer online übertragenen Vorstellung des Stücks The Importance of Being Earnest von Oscar Wilde mit, die in den Theatern The Dukes in Lancaster sowie Lawrence Batley Theatre in Huddersfield aufgezeichnet wurde. Im Mai war de Campo zu Gast beim zweiten Digital Drag Fest sowie der Autokino-Dragshow The Parking Lot Social in Edinburgh. Zudem tourt de Campo seit September als Mary Sunshine im Musical Chicago durch das Vereinigte Königreich, wobei die Konzertreihe voraussichtlich bis Juli 2022 andauern wird.

### Als Sängerin
Im Januar 2016 nahm de Campo an der fünften Staffel von The Voice UK teil. Sie sang in der Blind Audition die Arie Poor Wandering One aus Die Piraten von Penzance, allerdings drehte sich keiner der Coaches für sie um, obgleich Boy George, Paloma Faith und Will.i.am dies nach der Ausstrahlung der Folge öffentlich bereuten.
Von 2018 bis 2019 war de Campo Jurorin der BBC-One-Sendung All Together Now. Bei dieser mussten mehrere Amateur-Sänger vor 100 Juroren bestehend aus Musikexperten und Profi-Sängern antreten. Diese vergaben in insgesamt fünf Runden Punkte an die Kandidaten, die nacheinander ausschieden, bis die zehn Teilnehmer mit der höchsten Punktzahl ins Finale einzogen. Von diesen kämpften schließlich drei um den Sieg, der ebenfalls durch die Bewertungen der 100 Juroren entschieden wurde. Am 29. November 2019 erschien de Campos erste EP mit dem Titel Decoded.
Im Mai 2020 trat de Campo für Australien beim Isolation Song Contest an. Dies war eine online übertragene, von der britischen Produktionsfirma Turtle Canyon Comedy organisierte Ersatzveranstaltung für den Eurovision Song Contest, bei der Spenden für drei britische Wohltätigkeits-Organisationen gesammelt wurden. Die per Video von Zuhause aus zugeschalteten Teilnehmenden, neben de Campo unter anderem Måns Zelmerlöw, sangen humorvoll-ironische Lieder über ihr Land, das ihnen zufällig zugeteilt wurde, de Campos Beitrag trug den Titel Half a World Away. Sie hatten hierfür eine Woche Zeit, einen Beitrag zu verfassen, der einem typischen Eurovision-Lied ähnelt, zudem sollten ihre selbstgedrehten Musikvideos das von ihnen vertretene Land, wenn auch nicht wirklich ernst gemeint, akkurat abbilden.
Anfang 2020 spielte Campo im Musikvideo Get Out on the Dancefloor von Groove Armada mit. Als Kandidatin der ersten Staffel von RuPaul’s Drag Race UK war de Campo beim dort aufgenommenen Lied Break Up (Bye Bye) zu hören, das sich in den UK Singles Charts auf dem 35. Platz platzieren konnte. Am 20. November wurde de Campos zweite EP Red & Silver veröffentlicht, am 11. Dezember 2020 erschien das erste Album Frock4Life der FrockDestroyers.